# Tuffi ai campionati mondiali di nuoto 1986
I concorsi dei tuffi ai campionati mondiali di nuoto 1986 si sono svolti a Madrid in Spagna. 

## Podi

### Uomini
| Evento                      | Oro           | Punteggio | Argento      | Punteggio | Bronzo        | Punteggio |
| Trampolino 3 m (dettagli)   | Greg Louganis | 750,06    | Tan Liangde  | 692,28    | Li Hongping   | 642,05    |
| Piattaforma 10 m (dettagli) | Greg Louganis | 668,58    | Li Kongzheng | 624,33    | Bruce Kimball | 599,91    |

### Donne
| Evento                      | Oro      | Punteggio | Argento  | Punteggio | Bronzo         | Punteggio |
| Trampolino 3 m (dettagli)   | Gao Min  | 582,90    | Li Yihua | 549,42    | Marina Babkova | 525,21    |
| Piattaforma 10 m (dettagli) | Chen Lin | 449,67    | Lu Wei   | 422,25    | Wendy Wyland   | 412,47    |

## Medagliere
| Pos.   | Paese            | Oro | Argento | Bronzo | Totale |
| ------ | ---------------- | --- | ------- | ------ | ------ |
| 1      | Cina             | 2   | 4       | 1      | 7      |
| 2      | Stati Uniti      | 2   | 0       | 2      | 4      |
| 3      | Unione Sovietica | 0   | 0       | 1      | 1      |
| Totale | Totale           | 4   | 4       | 4      | 12     |